# Враг государства (фильм)
«Враг государства» (англ. Enemy of the State) — американский художественный фильм в жанре триллера режиссёра Тони Скотта, вышедший в 1998 году.

## Сюжет
Официальный представитель Агентства национальной безопасности (АНБ) Томас Брайан Рейнольдс встречается с конгрессменом-республиканцем Филом Хаммерсли в общественном парке, чтобы обсудить поддержку нового закона о борьбе с терроризмом, продвигаемого Конгрессом США, который резко расширяет полномочия спецслужб по слежке за отдельными лицами и группами людей. Хаммерсли по-прежнему стремится отменить законопроект, тем самым защитив конфиденциальность простых американцев. Но Рейнольдс желает, чтобы законопроект был принят, дабы ускорить своё продвижение по службе, которое долго откладывалось. Стороны не приходят к соглашению. Рейнольдс распоряжается собрать команду для секретной операции и получить доступ к спутнику для наблюдения. Первый приказ команде: приказывает убить Хаммерсли, сымитировав сердечный приступ у конгрессмена.
Тем временем адвокат по трудовому праву Роберт Клейтон Дин участвует в деле, связанном с боссом мафии Полом Пинтеро. Дин встречается со своей бывшей девушкой Рэйчел Бэнкс, работающей на некоего Брилла, которого Дин иногда нанимает для тайного наблюдения. Рэйчел передаёт Дину запись, которая поможет урезонить Пинтеро. На встрече в ресторане Дин шантажирует мафию компроматом, но Пинтеро забирает кассету и требует, чтобы Дин выяснил, кто сделал видеозапись.
Пока полиция осматривает место убийства Хаммерсли, люди Рейнольдса замечают, что биолог Дэниел Завитц меняет кассету на камере с удалённой станции наблюдения за птицами на другом берегу озера, в кадр которой попало происшествие. Когда Завитц просматривает кадры убийства конгрессмена, он немедленно связывается с другом-журналистом. Раскрыв Завитца, команда Рейнольдса перехватывает звонок и спешит в квартиру Завитца. Завитц копирует видео на диск и прячет его в электронном игровом устройстве, прежде чем сбежать.
В последовавшей за этим погоне Завитц сталкивается с Дином, своим старым другом по колледжу, в магазине нижнего белья. В панике Завитц без его ведома засовывает игровое устройство в сумку для покупок Дина и убегает. Когда Завитц выбегает на улицу, его насмерть сбивает пожарная машина. Команда Рейнольдса опознаёт Дина и полагает, что запись у него. Под видом полицейских они приходят в дом Дина, чтобы обыскать его недавние покупки. Когда Дин отказывается показать вещи, агенты АНБ уходят, но позже навещают дом в отсутствии хозяев и устанавливают устройства слежения в квартире Дина и в его одежде. АНБ распространяют ложные свидетельства причастности Дина к работе на мафию, отмыванию денег и роману с Рэйчел. Уловка разрушает жизнь Дина: его увольняют из юридической фирмы, а жена выгоняет его из дома. Когда он пытается заселиться в отель, он обнаруживает, что его платёжные карты недействительны, и вынужден остановиться в дешёвом мотеле за наличные.
Дин полагает, что за всем этим стоит Пинтеро. Он считает, что Брилл, информатор Рэйчел, может помочь, и просит её организовать встречу. АНБ, отслеживая его звонок, отправляет самозванца перехватить Дина. Настоящий Брилл спасает Дина и предупреждает его о прослушивании и наблюдении управлением национальной безопасности. Брилл находит и снимает устройства слежения с одежды Дина, прежде чем уйти. Дину с огромным трудом удаётся сбежать от агентов АНБ. Затем он возвращается домой, чтобы предупредить жену о преследовании, и забирает кассету Завитца у сына. Дин навещает Рэйчел, но обнаруживает её мёртвой: агенты АНБ подставили Дина, подбросив в квартиру Рэйчел его одежду. Дин снова идёт на встречу с Бриллом, и они отправляются в укрытие на заброшенном складе, где выясняется, что Брилл бывший аналитик АНБ по связям с общественностью. Он смотрит запись убийства Хаммерсли и идентифицирует на ней Рейнольдса. Из-за безалаберности Дина секретное жилище аналитика раскрывают. АНБ идентифицирует Брилла и узнают, что его настоящее имя — Эдвард Лайл.
Агенты АНБ добираются до склада и начинают преследование скрывающихся Лайла и Дина. В ходе погони запись оказывается уничтожена пожаром в машине. Позже Лайл объясняет, что он находился в Иране во время революции. Его партнёр, отец Рэйчел, был убит, но Лайл сбежал и с тех пор работает тайно, нанимая Рэйчел в качестве курьера. Лайл убеждает Дина скрываться, но Дин полон решимости обелить своё имя и вернуть нормальную жизнь.
Дин и Лайл выходят на конгрессмена США Сэма Элберта, который также поддерживает закон о слежке, и снимают его на видео с любовницей при помощи аппаратуры, которую Брилл ранее забрал у Дина. Дин и Лайл устанавливают устройства наблюдения в гостиничном номере Элберта, чтобы он нашёл их и начал внутреннее расследование того, что его прослушивают. Затем Лайл переводит большие суммы денег на банковский счёт Рейнольдса, чтобы это выглядело как взятка, а также проникает в дом Рейнольдса под видом электрика и монтирует скрытую камеру в датчик дыма, чтобы её смогли найти.
Лайл, переодевшись в полицейского, устраивает встречу с Рейнольдсом, чтобы отдать «запись» и заставить Рейнольдса оговорить самого себя, записав признание при помощи Дина. План рушится: на встрече Рейнольдс тянет время, пока его люди ищут возможное место, откуда ведётся запись. Дина ловят при попытке скрыться, а также задерживают Лайла. Рейнольдс под дулом пистолета требует у Брилла отдать запись. Дин блефует, сообщая о местонахождении записи в ресторане Пинтеро, зная, что ресторан находится под наблюдением ФБР. Дин и Рейнольдс входят в ресторан и встречаются с Пинтеро. Говоря двусмысленно, Дин путает и Пинтеро, и Рейнольдса насчёт двух разных видеокассет. В то же время Лайл использует уловки, чтобы подтолкнуть агентов ФБР совершить облаву на ресторан. Один из мафиози случайно провоцирует перестрелку, в которой погибают Пинтеро, Рейнольдс, большинство агентов АНБ и мафиози. В суматохе под видом полицейского Лайл уходит, пока ФБР арестовывает выживших агентов, спасает Дина и раскрывает весь заговор.
Конгресс США отклоняет законопроект, чтобы избежать национального скандала, скрывая причастность АНБ, чтобы сохранить репутацию агентства. С Дина снимают все обвинения, и он воссоединяется с женой. Дома, посмотрев на себя по телевизору, Дин затем видит прощальное сообщение от Лайла, в котором он показывает, что расслабляется на море.

## В ролях
| - Уилл Смит — Роберт Клейтон Дин - Джин Хэкмен — Эдвард Лайл, «Брил», бывший агент АНБ - Джон Войт — Томас Рейнольдс - Гэбриэл Бирн — агент АНБ, «лже-Брил» - Реджина Кинг — Карла Дин, жена Роберта Дина - Ян Харт — Джон Бинэм - Джейсон Ли — Дэниел Леон Завитз - Джек Блэк — Фидлер - Барри Пеппер — Дэвид Прэтт - Скотт Каан — агент Джонс - Джейми Кеннеди — Джеми Уильямс | - Стюарт Уилсон — конгрессмен Сэм Элберт - Сет Грин — Селби - Джейсон Робардс — конгрессмен Фил Хаммерсли - Лиза Боне — Рэйчел Бенкс - Джейк Бьюзи — Круг - Том Сайзмор — мафиозо Пол Пинтеро - Брайан Маркинсон — прокурор Брайан Блейк - Джеймс Легро — Джерри Миллер - Лорен Дин — Лорен Хикс - Дэн Батлер — директор АНБ адмирал Шафлер - Филип Холл — Марк Сильверберг - Ивана Миличевич — продавщица в магазине женского белья |

## Интересные факты
В 2001 году Майкл Хайден, который возглавлял в то время АНБ, заявил в интервью телеканалу CNN, что фильм негативно повлиял на имидж агентства.

## Премии и номинации
- 1999 — номинация на премию MTV Movie Awards лучший актёр (Уилл Смит)
- 1999 — номинации на премию Teen Choice Awards лучший актёр (Уилл Смит), лучшая драма